# Mauperthuis
Mauperthuis és un municipi francès, situat al departament de Sena i Marne i a la regió de Illa de França. L'any 2007 tenia 474 habitants.
Forma part del cantó de Coulommiers, del districte de Meaux i de la Comunitat de comunes del Pays de Coulommiers.

## Demografia

### Població
El 2007 la població de fet de Mauperthuis era de 474 persones. Hi havia 172 famílies, de les quals 36 eren unipersonals (16 homes vivint sols i 20 dones vivint soles), 44 parelles sense fills, 88 parelles amb fills i 4 famílies monoparentals amb fills.
La població ha evolucionat segons el següent gràfic:
Habitants censats

### Habitatges
El 2007 hi havia 207 habitatges, 173 eren l'habitatge principal de la família, 19 eren segones residències i 15 estaven desocupats. 200 eren cases i 6 eren apartaments. Dels 173 habitatges principals, 156 estaven ocupats pels seus propietaris, 13 estaven llogats i ocupats pels llogaters i 4 estaven cedits a títol gratuït; 6 tenien dues cambres, 15 en tenien tres, 48 en tenien quatre i 104 en tenien cinc o més. 137 habitatges disposaven pel capbaix d'una plaça de pàrquing. A 56 habitatges hi havia un automòbil i a 105 n'hi havia dos o més.

### Piràmide de població
La piràmide de població per edats i sexe el 2009 era:
| Homes | Edats   | Dones |
| ----- | ------- | ----- |
| 0     | 95 o +  | 0     |
| 0     | 90 a 94 | 0     |
| 0     | 85 a 89 | 0     |
| 0     | 80 a 84 | 0     |
| 4     | 75 a 79 | 8     |
| 8     | 70 a 74 | 4     |
| 8     | 65 a 69 | 4     |
| 12    | 60 a 64 | 8     |
| 20    | 55 a 59 | 8     |
| 20    | 50 a 54 | 20    |
| 28    | 45 a 49 | 16    |
| 24    | 40 a 44 | 24    |
| 16    | 35 a 39 | 28    |
| 0     | 30 a 34 | 8     |
| 8     | 25 a 29 | 8     |
| 12    | 20 a 24 | 8     |
| 12    | 15 a 19 | 20    |
| 28    | 10 a 14 | 16    |
| 8     | 5 a 9   | 4     |
| 4     | 0 a 4   | 4     |

## Economia
El 2007 la població en edat de treballar era de 328 persones, 244 eren actives i 84 eren inactives. De les 244 persones actives 230 estaven ocupades (129 homes i 101 dones) i 14 estaven aturades (8 homes i 6 dones). De les 84 persones inactives 33 estaven jubilades, 34 estaven estudiant i 17 estaven classificades com a «altres inactius».

### Ingressos
El 2009 a Mauperthuis hi havia 172 unitats fiscals que integraven 478 persones, la mediana anual d'ingressos fiscals per persona era de 21.268 €.

### Activitats econòmiques
Dels 21 establiments que hi havia el 2007, 1 era d'una empresa de fabricació d'altres productes industrials, 7 d'empreses de construcció, 4 d'empreses de comerç i reparació d'automòbils, 1 d'una empresa de transport, 1 d'una empresa d'hostatgeria i restauració, 2 d'empreses d'informació i comunicació, 2 d'empreses financeres, 2 d'empreses immobiliàries i 1 d'una empresa de serveis.
Dels 7 establiments de servei als particulars que hi havia el 2009, 1 era un taller de reparació d'automòbils i de material agrícola, 3 lampisteries, 1 electricista, 1 empresa de construcció i 1 restaurant.
L'any 2000 a Mauperthuis hi havia 3 explotacions agrícoles.

## Equipaments sanitaris i escolars
El 2009 hi havia una escola elemental integrada dins d'un grup escolar amb les comunes properes formant una escola dispersa.

## Poblacions més properes
El següent diagrama mostra les poblacions més properes.